# 위계위력살인죄
위계·위력에 의한 살인죄(僞計·威力에 依한 殺人罪)는 위계 또는 위력으로써 촉탁 또는 승낙을 받어 그를 살해하거나 자살을 결의하게 하여 사살하여 성립하는 범죄를 말하며 대한민국 형법 253조에 규정되어 있다. 

## 자살교사·방조죄
자살을 교사 방조하면 252조 2항 자살교사방조죄가 되어 1년 이상 10년 이하의 징역에 처하지만, "위계 또는 위력으로" 자살을 교사 방조하면 253조 위계위력살인죄가 되어 250조 살인죄와 같은 사형, 무기 또는 5년 이상의 징역에 처한다. 즉, 자살의 교사 방조에 위계나 위력이 있었는가 없었는가는 매우 중요하다.

## 참고 문헌
- 손동권, 형법 총론-제 2 개정판, 율곡출판사, 2005. ISBN 8991830013